# Pietro Anastasi
Pietro Anastasi (ur. 7 kwietnia 1948 w Katanii, zm. 17 stycznia 2020 tamże) – włoski piłkarz grający na pozycji środkowego napastnika. W swojej karierze występował w takich klubach jak Massiminiana, Varese FC, Juventus F.C., Inter Mediolan oraz Ascoli Calcio. W 1968 zdobył mistrzostwo Europy.

## Przegląd kariery
- Zagrał w 25 meczach reprezentacji Włoch zdobywając w sumie 8 bramek.
- Rozegrał 338 gier w Serie A zdobywając 105 goli.
- W Juventusie zagrał 205 meczów i zdobył 78 bramek.
- 3-krotnie był trzecim strzelcem Serie A (w sezonach 1968-69, 1969-70 i 1973-74)